# João de Sacrobosco
João de Sacrobosco (em latim: Johannes de Sacrobosco; Escócia, ca. 1195 — ca. 1256), também conhecido por John of Holywood, foi um matemático, astrônomo, professor da Universidade de Paris e autor de diversas obras, entre elas, De sphaera mundi ("Sobre a esfera do mundo") ou Tractatus de sphaera ("Tratado da esfera"), Compotus ecclesiasticus ("Computo eclesiástico") e Algorismus vulgaris ("Algarismo comum").

### Biografia
Pouco se sabe sobre a sua vida. Seu lugar de nascimento permanece obscuro. Com base em seu sobrenome, alguns autores apontaram uma origem inglesa para o personagem. A inexistência de cidade ou vila na Inglaterra com o nome “Holywood” (Sacrobosco, em inglês), nesse período, tornou frágil essa hipótese. A suposição de que ele teria sido escocês e mesmo cônego regular de uma abadia da Ordem Premonstratense, localizada em Holywood, em Nithsdale, na Escócia, também foi cogitada. Estudos mais recentes, todavia, sustentam uma origem irlandesa de Sacrobosco. É possível que ele tenha frequentado a Universidade de Oxford antes de se deslocar para a Universidade de Paris, entre 1220 e 1225, para lecionar tópicos matemáticos na Faculdade de Artes.

### Obras
Suas obras, bastante didáticas, constituíram a base de leitura dos cursos astronômicos e matemáticos das universidades medievais. São frequentes as citações de al-Farghani em suas composições, o que demonstra o papel importante desempenhado pelas fontes árabes no conhecimento de Ptolomeu no Ocidente.

#### Tratado da esfera (Tractatus de sphaera)
Escrito por volta de 1230-1231, é considerado a sua obra mais popular. Foi um dos primeiros tratados científicos impressos no século XV. Ganhou centenas de edições, comentários e traduções em diversas línguas até pelo menos o século XVII. A ‘esfera’ mencionada no título compreende a esfera etérea dos céus, as esferas planetárias, a esfera elementar e a esfera armilar.Trata-se de uma obra curta, dividida em quatro capítulos. No primeiro capítulo, é apresentada a definição de esfera, quantas são e qual é a forma do mundo. O segundo capítulo aborda os círculos dos quais a esfera material é composta. No terceiro capítulo, o mais longo, são discutidos o nascimento e o ocaso dos corpos celestes, a diversidade dos dias e das noites e a divisão dos climas. Por fim, no último capítulo são tratados os círculos e movimentos dos planetas e os eclipses. Com base na cosmologia de Aristóteles, Sacrobosco diz que a Terra está no centro do mundo e apresenta várias provas para a sua redondeza: “Que a terra também é redonda aparece assim. Os signos e as estrelas não surgem e se põem igualmente para todos os homens que estão em todos os lugares; mas primeiramente surgem e se põem para aqueles que estão para o oriente, e surgem e se põem mais tarde para os outros. A causa é a tumefação da terra, o que é bem aparente para aqueles que estão acima. [...] ¶ Além disso, se a terra fosse plana do oriente para o ocidente, as estrelas surgiriam tão cedo para os orientais quanto para os ocidentais, o que é falso. ¶ Além disso, se a terra fosse plana do norte para o sul e vice-versa, as estrelas que fossem para alguém sempre visíveis seriam aparentes para ele, para onde quer que fosse; o que é falso. Mas parece plana ao olhar dos homens por causa de sua grande quantidade”. Segundo alguns autores, o tratado pode ser mais bem definido como um manual para uso da esfera armilar.

#### Computo eclesiástico (Compotus ecclesiasticus)
Neste tratado, conhecido também como De anni ratione, o mais longo das composições de Sacrobosco, escrito provavelmente entre 1232 e 1235, são apresentadas duas divisões de contagem do tempo: uma relativa ao movimento do Sol, base do calendário civil, e outra referente ao movimento da Lua, base do calendário eclesiástico. Ele propõe ainda uma reforma do calendário juliano.

#### Algarismo comum (Algorismus vulgarisouTractatus de arti numerandi)
Tratado didático, de 1244, que explica como usar os algarismos arábicos nas operações aritméticas básicas. Sacrobosco introduz os dígitos indo-arábicos e os atribui ao filósofo árabe Al-Khowarizmi.

#### Tratado sobre o quadrante (Tractatus de quadrante)
Atribuído a Sacrobosco, este pequeno texto, de data incerta, contém a explicação da fabricação e do uso do quadrans vetus (velho quadrante), um tipo de quadrante.